# Лейк-Каролайн (Вірджинія)
Лейк-Каролайн (англ. Lake Caroline) — переписна місцевість (CDP) в США, в окрузі Керолайн штату Вірджинія. Населення — 2511 особа (2020).

## Географія
Лейк-Каролайн розташований за координатами 37°59′14″ пн. ш. 77°31′7″ зх. д. / 37.98722° пн. ш. 77.51861° зх. д. (37.987334, -77.518596). За даними Бюро перепису населення США в 2010 році переписна місцевість мала площу 8,48 км², з яких 7,35 км² — суходіл та 1,13 км² — водойми.

## Демографія
Згідно з переписом 2010 року, у переписній місцевості мешкало 2260 осіб у 864 домогосподарствах у складі 621 родини. Густота населення становила 267 осіб/км². Було 1035 помешкань (122/км²).
Расовий склад населення:
| - 78,7 % — білих - 15,6 % — чорних або афроамериканців - 0,9 % — корінних американців - 0,7 % — азіатів - 0,1 % — вихідців з тихоокеанських островів - 1,1 % — осіб інших рас |

До двох чи більше рас належало 3,0 %. Частка іспаномовних становила 4,6 % від усіх жителів.
За віковим діапазоном населення розподілялося таким чином: 27,1 % — особи молодші 18 років, 63,1 % — особи у віці 18—64 років, 9,8 % — особи у віці 65 років та старші. Медіана віку мешканця становила 34,9 року. На 100 осіб жіночої статі у переписній місцевості припадало 92,8 чоловіків; на 100 жінок у віці від 18 років та старших — 88,7 чоловіків також старших 18 років.
Середній дохід на одне домашнє господарство становив 69 460 доларів США (медіана — 62 277), а середній дохід на одну сім'ю — 84 378 доларів (медіана — 76 397). За межею бідності перебувало 6,4 % осіб, у тому числі 0,0 % дітей у віці до 18 років та 7,6 % осіб у віці 65 років та старших.
Цивільне працевлаштоване населення становило 1131 осіб. Основні галузі зайнятості: освіта, охорона здоров'я та соціальна допомога — 32,3 %, публічна адміністрація — 18,7 %, фінанси, страхування та нерухомість — 11,1 %, роздрібна торгівля — 7,2 %.